# Сироиси (посёлок)
Сироиси (яп. 白石町 Сироиси-тё:) — посёлок в Японии, находящийся в уезде Кисима префектуры Сага. Площадь посёлка составляет 99,46 км², население — 24 195 человек (1 августа 2014), плотность населения — 243,26 чел./км².

## Географическое положение
Посёлок расположен на острове Кюсю в префектуре Сага региона Кюсю. С ним граничат города Касима, Такео, Уресино, Оги и посёлки Омати, Кохоку.

## Население
Население посёлка составляет 24 195 человек (1 августа 2014), а плотность — 243,26 чел./км². Изменение численности населения с 1980 по 2005 годы:
| 1980 | 31 790 чел. |  |
| 1985 | 31 464 чел. |  |
| 1990 | 30 539 чел. |  |
| 1995 | 29 510 чел. |  |
| 2000 | 28 393 чел. |  |
| 2005 | 27 057 чел. |  |

## Символика
Деревом посёлка считается слива японская, цветком — рододендрон.